# 北國新聞
北國新聞（ほっこくしんぶん）は、石川県金沢市に本社を置く株式会社北國新聞社が発行する地方紙である。
朝夕刊ともに発行しており、全国ニュースは共同通信社 と時事通信社から記事の供給を受けている。
2022年の発行部数は、富山新聞を含め朝刊31万7039部（日本ABC協会調べ、2022年7月 - 12月）。一方、富山県内でのシェアは地元紙の北日本新聞や読売新聞に押されて1割程度に留まっている。

## 特色
関連・友好法人などとして、富山新聞（富山市）、テレビ金沢、金沢ケーブル（ケーブルテレビ）、ネスク（インターネットプロバイダ）、エフエム石川（FMラジオ局）、ラジオかなざわ、ラジオななお、ラジオこまつ、ラジオたかおか（コミュニティFM局）の各種系列メディアを持つ。2005年以降は、社主・嵯峨家の追放からテレビ金沢開局などの経緯で希薄となっていた北陸放送との関係を取り戻している（2007年より、当社社長（現・会長）・主筆の飛田秀一が取締役に就任）。
県内で競合する北陸中日新聞および、富山県の北日本新聞や福井県の福井新聞など近隣の県域紙（京都新聞、岐阜新聞、信濃毎日新聞など）は読者からSNSで情報提供を受け付ける形式の調査報道のコーナーを開設し、西日本新聞社を幹事社とする「JODパートナーシップ」を通じた記事交換を行っているが、北國新聞では調査報道には消極的で、このような企画は当初から参加していない。
石川県の民間放送局とは1985年から1992年まで、対立していた時期があった（北陸朝日放送・北陸放送を参照）。かつて国民の祝日の発行号では、富山新聞とともに題字近くに「祝日には国旗を掲げましょう」の表記があった。

## 事業所

### 本社
本社
- 石川県金沢市南町2番1号（北國新聞会館、郵便番号 920-8588）

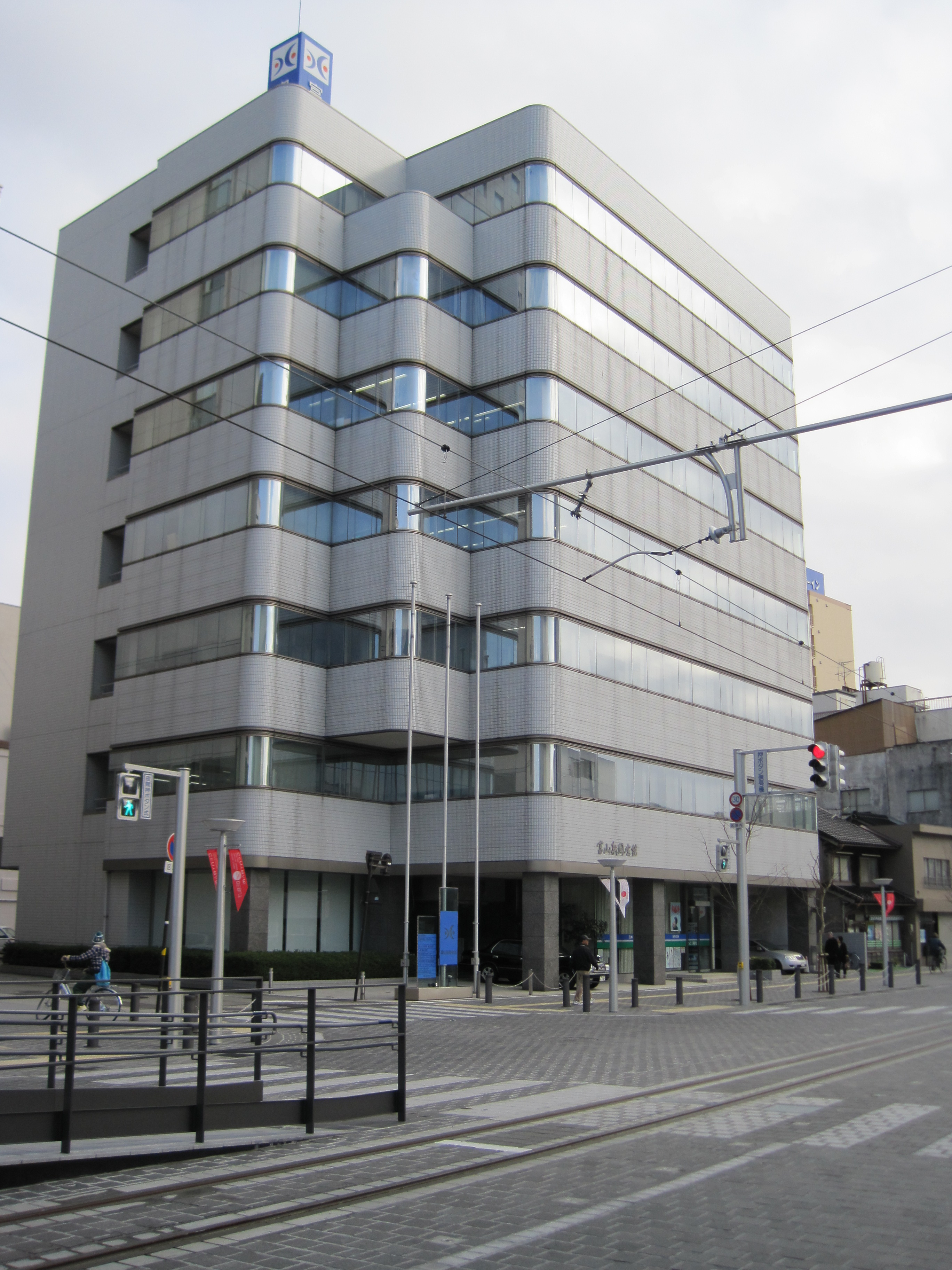
富山本社
- 富山県富山市大手町5番1号（郵便番号930-8520）

白山別館（白山制作センター）
- 石川県白山市松本町2056番地

2023年8月、白山市鹿島町に「白山印刷センター」が新設されることに伴い、名称を「白山印刷センター別館」に変更。

### 支社・支局
支社
- 白山支社：石川県白山市若宮2丁目92番地
- 小松能美支社：石川県小松市園町ホ91番地1
- 加賀支社：石川県加賀市大聖寺南町ホ6番地5
- 七尾支社：石川県七尾市生駒町2番地
- 福井支社：福井県福井市（2024年にフクマチブロックに移転済）
- 東京支社：東京都中央区築地六丁目4番8号
- 大阪支社：大阪府大阪市福島区福島一丁目4番40号

総局
すべて石川県内。
能美（能美市）、津幡（津幡町）、羽咋（羽咋市）、輪島（輪島市）
支局
野々市（野々市市）、鶴来（白山市）、山中（加賀市）、内灘（内灘町）、かほく（かほく市）、宝達志水（宝達志水町）、志賀（志賀町）、富来（同）、中能登（中能登町）、中島（七尾市）、穴水（穴水町）、能登（能登町）、珠洲（珠洲市）、

## 沿革

### 社史
- 1893年8月5日 - 創刊[12]。

創設者（社長兼主筆）は赤羽萬次郎。「公平を性とし、誠実を体とし、正理を経とし、公益を緯とす。北國新聞は超然として、党派外に卓立す」を創刊理念とする。
- 1911年9月 - 夕刊を発行開始[13]。
- 1912年12月 - 本社を現在地に移転。同時にフランス製マリノニー印刷機を1台設置[14]。
- 1921年1月9日 - 紙齢が10,000号を達成[14]。
- 1923年
  - 1月 - 加賀地区に『江能付録』、能登地区に『能登付録』をタブロイド版にて発行[14]。
  - 5月1日 - 富山新聞の前身である『中越付録』を、富山県高岡市で創刊（1924年1月9日以降は『越中新聞』と言った[14]）[15]。
- 1925年1月 - 東京府東京市京橋区銀座2丁目に、東京支局を開設[14]。
- 1926年3月 - 愛知県名古屋市東区東新道に名古屋支局を開設[14]。
- 1930年 - 高速度輪転機が稼働開始[16]。
- 1935年10月 - 株式会社に改組[16]。
- 1939年12月13日 - 戦時中の新聞統合の本格化に先駆けて『金沢新報』[注 4]を合併[17]
- 1940年
  - 7月1日 - 『北陸毎日新聞』を合併し、題字を『北國毎日新聞』に改める[16]。
  - 8月 - 越中新聞が廃刊[16]。
  - 9月 - 『北陸毎日』を合併[16]。
- 1941年11月1日 -『北國夕刊新聞』を合併[16]。
- 1942年5月1日 - 『北國日報』を合併[16]。
- 1944年2月 - 決戦非常措置で夕刊を廃止[16]。
- 1945年8月2日 - 富山大空襲を機に、新聞社の機能を大同生命ビル1～3階、千代田生命ビル地階、金沢市内郊外各所への疎開を開始[18]。
- 1946年
  - 1月23日 - この日付をもって、新聞本文の横書きが1行1文字の縦書きから左横書きへ切り替えられる[注 5]。
  - 3月11日、『越中新聞』を『富山新聞』として復刊[15]。
  - 11月18日 - 紙面に『現代かなづかい』を実施[19]。
- 1948年
  - 6月28日 - この日発生した福井地震で罹災した福井新聞の発行を全面的に支援[20]。
  - 7月 -  紙齢が20,000号を達成[20]。
- 1949年8月 - 『北國夕刊』を発行開始（後に『夕刊北國』に改題）[20]。
- 1950年1月1日 - 題字を『北國新聞』に戻す[20][21][22]。
- 1951年9月 - 『夕刊北國』を併合し、朝夕刊セット体制となる[20]。
- 1954年
  - 6月 - 金沢市南町に地上6階･地下1階建ての旧社屋完成[20]。
  - 9月 - 富山新聞社を正式に合併[15][20]。
- 1956年12月7日 - 旧社屋隣接地に『北國講堂』を含めた北陸放送本社（鉄筋造り地上5階、地下1階建て）が竣工[23]（北陸放送は本多町に移転するまで使用）。
同建築物の4、5階（吹き抜け）には収容人員500名足らずの小ホール 『北国講堂』が併設されていて[23]、社内行事の他、講演会・音楽発表会、演劇などのイベントにも利用された（1988年閉鎖）。
- 1962年5月 - 紙齢が25,000号を達成[20]
- 1964年2月9日 - 全国に先駆けて日曜の夕刊を廃止[24]。
- 1966年5月 - 北國新聞縮刷版第1号を発行[25]。
- 1970年10月 - 紙面キャンペーン『北陸の道を無雪に』で日本新聞協会賞を受賞[25]。
- 1976年3月15日 - 紙齢が30,000号を達成[25]。
- 1979年
  - 10月 - 年間企画『されど海へ』が日本新聞協会賞を受賞[25]。
  - 11月 - コンピューターによる新聞紙面制作導入に伴う第一次CTS計画に労使合意[25]。
- 1981年7月 - 「ヘリオス」を導入。国産初の全ページ電算写植化を果たす[25]。
「ヘリオス＝HELIOS」は、Hokkoku Editing Layout Improvement Original System（北國新聞の新機軸による進歩した編集レイアウトシステム）の頭文字をとり、ギリシャ神話の太陽神ヘーリオスの名になぞらえたもの。1984年、日本新聞協会賞を受賞。
- 1983年
  - 4月 - 北國風雪賞、富山風雪賞を制定[25]。
  - 9月 - 制作センター竣工[25]。
- 1985年
  - 3月 - ワープロによる記事入力を開始[25]。
  - 11月 - 北國スポーツ奨励賞を制定[25]。
- 1986年
  - 12月 - 現社屋建設に着手[26]。
  - 『北國がん基金』の運動を提唱[25]、紙面キャンペーン『いのち見つめて』の連載スタート。

『いのち見つめて』は1990年、アップジョン医学賞を受賞。
- 1988年12月 - 新社屋の建設工事に着手[26]。
- 1991年
  - 1月1日 - 社名・題字を『北國新聞』に戻すなどCIを導入[26]。
  - 4月1日 - 金沢市香林坊（現在地、2008年に旧町名復活で「南町」に町名変更）に地上21階・地下3階建ての新社屋が完成[26]。

『21階』という数は「21世紀へ羽ばたく北國新聞社」との意味合いがある。近隣のビルよりも抜きん出て高いうえに、兼六園や長町武家屋敷などの観光地にも近く「城下町の景観を損ねる」として論争となった。
- 1992年
  - 10月25日 - 皇太子徳仁（今上天皇）が北國新聞会館を訪問[26]。
  - 12月 - 中華人民共和国蘇州市の蘇州日報社と友好提携関係を結ぶ[26]。
- 1993年2月 - 北國新聞厚生年金基金を設立[26]。
- 1996年 - 石川県松任市（現：白山市）に、完全コンピューター制御による最先端のシステムを導入した印刷工場・松任別館が完成。翌1997年3月1日より本格稼働[27]。
2002年には業界初の朝刊最大48ページ、24個面のカラー印刷体制を整えた。
- 2003年 - 石川県根上町（現：能美市）出身の松井秀喜がニューヨーク・ヤンキースに入団したため、ニューヨーク支局を開設。地方紙としては異例である。
- 2008年 - 本社社屋横に多目的ホール「北國新聞赤羽ホール」開館。
- 2010年 - ニューヨーク支局を閉鎖、ロサンゼルス支局を開設[28]。
- 2016年7月28日 - 2017年秋からの開始をめどに、中日新聞北陸本社発行新聞（富山県向け北陸中日新聞朝刊と、中日スポーツの富山・石川県向け新聞）の印刷受託を開始予定[29]。
- 2019年2月1日 - 販売会社を統合「北國新聞販売(株)」が「北國新聞南部販売(株)」「北國新聞小松販売(株)」「北國新聞河北販売(株)」の3社を吸収合併[30]。
- 2021年2月1日 - 公式ウェブサイトを有料化し、「北國新聞デジタル」として電子版の運用を開始[31]。
- 2025年1月1日 - 月極購読料を朝夕刊セットで4,900円、朝刊のみを3,900円にそれぞれ価格改定[32]。

また、戦時中は戦災に遭った福井新聞の印刷を代行し、敗戦後もマリノニー輪転機や活字を贈るなど、再建の支援を行っていた。

#### 歴代社長
1. 赤羽萬次郎（1893 - 1898）
2. 林政文（1898 - 1899） - 赤羽萬次郎の実弟。汽船で旅行中遭難し行方不明に
3. 林政通（1899 - 1921） - 政文の養父。
4. 林政武（1921 - 1943） - 政通の長男。
5. 嵯峨保二（1943 - 1959） - 政通の右腕だった嵯峨七平の養子。専務の時代に北陸毎日新聞と交渉を進め新聞統合を実施した[21]。金沢工業大学学園（旧・北国学園）初代理事長[34]。
6. 嵯峨喬（1959 - 1963） - 保二の長男。北陸放送元社長の嵯峨逸平は実弟。
7. 宮下与吉（1963 - 1981） - 1907年に11歳で入社し、以来長らく社の中枢で働いた。1960年会長職につくも、喬の急死により社長に。社長引退後は代表取締役顧問。
8. 宮下明（1981 - 1987)
9. 岡田尚壮（1987 - 1991） - 参議院議員岡田直樹の実父。
10. 飛田秀一（1991 - 2012） - 21年間社長を務めたが、2012年2月29日付で代表取締役会長に就任した[35]。石川県芸術文化協会会長など様々な要職を務めている（詳細は当該項目を参照）[1]。
11. 高澤基（2012 - 2016） - 2012年2月29日付で代表取締役社長に就任。
12. 温井伸（2016 - 2023） - 2016年4月1日付で代表取締役社長に就任。
13. 砂塚隆広（2023 - ） - 2023年1月4日付で代表取締役社長に就任。

#### 題字の変遷
『北國毎日』時代を除き、『ほっこく新聞』と名乗り続けているが、この『ほっこく』の題字は、時代により変遷をくり返してきた。
創刊期から『北國毎日』になるまでは、横に長いデザインの文字で『北國新聞』と表記されていた。
題字を戻した1950年以降少なくとも1953年までは、『北国新聞』と行書風な書体で書かれた新字体の題字を採用していた。紙面の上部に表示されるタイトルも、52～53年の2年間に限り『The Hokkoku Shimbun』と英語表記であった。
それ以降は『北國新聞』と新聞書体風の文字で表記された。
1980年～1990年までは『北国新聞』と新字体で表記された（新字体表記となった際に、新の字の偏も“立+未”から“立+木”に変更された）。
1950年から1990年までは、題字の下に表記される発行社名や、本文中に登場する社名も『北国新聞社』と表記していた。
1991年1月1日以来、題字も本文中の表記も『北國新聞』と旧字体に統一され（ただし、新の字の偏は1980年からの“立+木”を継続）、現在に至っている。『北國新聞社』の『社』も、この年からは旧字体(示＋土)で表記している。題字は書道家の横西霞亭によるもの。

### 事業部門
- 1966年 - 北國新聞文化センター設立

当初は北陸放送と提携し『北国文化センター』と言った。
場所は旧北陸放送社屋から千代田生命ビル、現北國新聞会館へと移動した。

### 出版部門
- 1945年 - 月間総合誌『北國文華』創刊

当初は『文華』で発刊。1953年に82号で終刊。
- 1989年 - 総合月刊誌『月刊北國アクタス』創刊
- 1998年 - 『北國文華』を復刊

当初は年2回発行、2001年の第7号より季刊となり現在に至る

## その他
2007年より中央競馬において冠レース「北國新聞杯」 が新設される。地方競馬では金沢競馬場で重賞・北國王冠を実施しているが、中央競馬では初めて。第1回が行われた2007年11月25日の北國新聞には、レースの開催が京都競馬場のカラー写真とともに1面に掲載されていた。また、中央競馬の重賞レース開催日には出馬表がスポーツ面に掲載される（GI開催日には前日発売のオッズ表も掲載）。
白山市の白山制作センターでは、日本経済新聞、北陸中日新聞（富山県向け）、中日スポーツ（石川・富山両県向け）、聖教新聞、公明新聞の受託印刷を行っている（詳細はショセキの項を参照）。
フランス・ナンシー市に本社を置くレスト・レピュブリカン社、中国・蘇州市の蘇州日報社、ブラジル・サンパウロ市のニッケイ新聞社と姉妹紙提携し、記事や記者の交換を通じて交流などを行っているほか、ロシア国営のタス通信社（モスクワ市）と報道協定を結んでいる。
将棋の棋王戦の主催紙の一つであり、特に五番勝負ではそのうちの1局を担当するのが恒例である（2018年までは第2局、2019年は第1局）。以前は金沢市内のホテルなどで対局を実施していたが、2009年からは北國新聞会館が使われるようになった（例外あり）。また囲碁の碁聖戦も新聞囲碁連盟加盟であり、挑戦手合五番勝負ではそのうちの1局を担当するのが恒例。但し第50期番勝負は全局日本棋院本院で打たれた。
これまで、世界平和統一家庭連合（旧・統一教会）が主催するイベントの模様を紹介する記事をたびたび掲載している。2016年には、同教会が主催するイベント「世界平和統一家庭連合の集い　世界が家族になっていく」を北國新聞社が後援した。

## 主な紙面構成
- 北陸経済面 - 石川・富山・福井各県の経済動向。紙面は富山新聞とも共有している。
- 北陸総合面
- 地域面
  - 金沢
  - 石川南 - 野々市市・小松市・加賀市・白山市・能美市・川北町
  - 石川北 - 津幡町・内灘町・かほく市・七尾市・輪島市・珠洲市・羽咋市・宝達志水町・志賀町・中能登町・穴水町・能登町

### 主な連載
- 「ラブラブクリニック」木下陸郎・金沢聖霊総合病院院長（月曜） - 産婦人科医の筆者が、自己の職務などの経験を交え、夫婦生活や恋愛にまつわる話題を連載。
- 「脳を鍛える」田淵英一・富山短大教授（月曜） - いわゆる「脳トレ」のような問題が出題される。認知症関連の話題にも触れている。
- 教育一本勝負（木曜） - 読者から寄せられた、学齢期（特に中学〜青年期）の子を育てている上での悩みに金城大学短期大学部教授の丹羽俊夫が回答する連載。
- うめめ日記（日曜） - 能登町（旧柳田村）出身の梅佳代が撮影した自らの家族やペット、友人、村の人などを被写体にしたカラー写真と、その写真に対する筆者独特のコメントを掲載。
- ヒラリ君（毎日・4コマ漫画） - 作者は井田良彦。以前は全国各地の新聞で掲載されていたが、2000年4月から北國・富山新聞のみで単独連載。単独連載以後、登場キャラクターは金沢弁で話すようになった。
- ケロロ軍曹北陸大作戦（土曜・北國こども新聞にて連載） - ケロロ軍曹が石川・富山を舞台に騒動を巻き起こす内容。大槻朱留が作画を担当。

### 過去の連載
- ふるさと調査『2014年』（1面・2008年） - 香林坊博士とその部下たちというキャラクターがタイムマシーンを利用するなどして調査するという、北陸新幹線の2014年開業に関した内容。
- 珠姫の金沢は”城下町”じゃ（1面・2009年） - キャラクター化した珠姫（『月刊北國アクタス』連載中の『おてんば珠姫さま!（大西巷一）』の主人公）を主人公に、金沢経済同友会が推奨する「金沢学」にまつわる内容を紹介する。
- キラリ通信（2012年 - 2019年）[39][40][41][42] - 金沢市出身の浜辺美波によるエッセイ[39][40][41][42]。2021年には、紙面で掲載したエッセイ全177回のうち95回を『夢追い日記』として単行本化し発売した[39][40][41][42]。

## テレビ・ラジオ欄
金沢ケーブルの筆頭株主であり、同局および加賀ケーブルテレビ（金沢ケーブルの連結子会社）で「北國新聞ニュース・プラス」を放送していることもあって、第2テレビ欄は1ページのうちケーブルテレビ・CS放送の番組表が半分以上を占めている。
一方で、ラジオ局は自ら出資しているコミュニティFM局の掲載を優先し、石川県内の系列外コミュニティ放送局であるえふえむ・エヌ・ワンおよびFMかほくの番組表は掲載していなかったが、2009年4月1日から掲載されることになった（なお、北陸中日新聞では北國新聞が掲載していなかった頃から前述の2局とラジオかなざわを一緒に地域版に掲載している）。朝刊は2020年4月30日でKNBラジオ・FBCラジオの掲載を廃止し、隣県のテレビ・ラジオ欄は掲載されていない（夕刊はKNBラジオが掲載されている）。

### 朝刊最終面
- フルサイズ： NHKテレビ（金沢放送局）、 NHK Eテレ（同上）、 テレビ金沢、 MROテレビ、 石川テレビ、 HAB
- ハーフサイズ： NHK BS、 NHK BSP4K
- 4分の1サイズ：金沢ケーブル 北國新聞ニュース・プラス、 NHK BS8K
- 極小サイズ掲載： 金沢ケーブル カルチャー・チャンネル

### 朝刊中面（第2テレビ・ラジオ欄）
ほぼ全番組が掲載されているものを記載する。すべて4分の1サイズ掲載。2023年3月1日から、みもの・ききもの欄は掲載されていない。2022年頃からBS11・BS12・BSアニマックス・J SPORTS（1から4）・放送大学、2023年3月1日からBS松竹東急・BSよしもとの番組表掲載を中止した（但し、放送大学を除き、夕刊には掲載されている）。また、BS10の番組表はBSJapanextの頃から掲載されていない（夕刊にも非掲載）。
- BS： BS日テレ、BS朝日、BS-TBS、BSテレ東、BSフジ、WOWOW プライム・ライブ・シネマ、BS10スターチャンネル

- ラジオ：NHKラジオ第1、NHKラジオ第2、NHK FM、エフエム石川、ラジオかなざわ、ラジオこまつ、ラジオななお、FM-N1、FMかほく、ラジオNIKKEI、MROラジオ

- ケーブルテレビ　有料： 衛星劇場、タカラヅカ
- ケーブルテレビ　基本： ムービープラス、Dlife、東映チャンネル、時代劇専門チャンネル、日本映画専門チャンネル、NECO、ディズニー、MONDO TV、ホームドラマ、ファミリー、スカイA、ゴルフネットワーク

- 地域のチャンネル： ときめきQハイビジョン、金沢コミュニティch、チャンネルつばた、かわきたチャンネル、アイリスねっと、さくらチャンネル、なかのとチャンネル、かほくチャンネル、しかチャンネル、うちなだチャンネル、ケーブルななお、輪島チャンネル、能登町コミュニティ、あさがお、NOMI、KOMATSU、羽咋チャンネル、穴水チャンネル、すずチャンネル

### 夕刊最終面
- フルサイズ：朝刊と同じ
- 4分の1サイズ掲載：NHK BS
- 極小サイズ掲載：金沢ケーブル 北國新聞ニュース・プラス、金沢ケーブル カルチャー・チャンネル、NHK BSP4K、NHK BSS8K、WOWOW4K・プライム・ライブ・シネマ、BS日テレ、BS朝日、BS-TBS、BSテレ東、BSフジ、BS10スターチャンネル、BS松竹東急、BSよしもと、BS11 イレブン、BS12

### 夕刊中面（第2テレビ・ラジオ欄）
朝刊同様、ほぼ全番組が掲載されているものを記載する。一部を除いて4分の1サイズ掲載。
- 今夜のケーブル：ムービープラス、ザ・シネマ、アクション、Dlife、LaLaTV、WOWOWプラス、東映チャンネル、旅チャンネル、スーパー!ドラマTV、チャンネル銀河、ミステリー、時代劇専門、NECO、フジテレビONE、寄席チャンネル、MTV、スペースシャワー、囲碁・将棋、ゴルフネットワーク、日テレジータス、スカイA、歌謡ポップス、ヒストリー、アニマックス、ディズニー、MONDO TV、日テレプラス、テレ朝1、日本映画専門、ファミリー、キッズ、GAORA SPORTS、J SPORTS（1から3）、TBS1、スポーツライブ＋、ホームドラマ
- CS有料：タカラヅカ、フジテレビTWO、衛星劇場、フジテレビNEXT、釣りビジョン、J SPORTS 4、グリーン、レジャー
- 地域のチャンネル：朝刊と同じ
- 今夜のラジオ：ラジオかなざわ、ラジオこまつ、ラジオななお、エフエム石川、NHK FM、MROラジオ、NHK第1、NHK第2、KNBラジオ、FM-N1、FMかほく、NIKKEI

## 現在の関連企業
かつては北國新聞のウェブサイトで関連企業を掲載していたが、現在は以下の法人の掲載はすべて削除されている。

### 関連法人
財団法人など
- 財団法人北國芸術振興財団
- 公益法人北國新聞健康保険組合
- 公益法人北國新聞企業年金基金
- 社会福祉法人北國新聞厚生文化事業団
- 医療法人社団飛祥会 - 北國クリニック（内科・消化器科・循環器科・呼吸器科・セカンドオピニオン外来）
- 一般財団法人北國総合研究所
- 一般財団法人北國新聞文化センター - 各種カルチャー教室のほか、主に中学生対象の「北國塾」や「石川県総合模試」も担当。
- 公益財団法人北國がん基金 - 旧北國がん研究振興財団

企業
- 北國観光株式会社
- 株式会社ほっこくリビング新聞社 - タウン情報誌「リビングかなざわ」発行
- 株式会社一創 - 広告（主に、北國新聞の広告）代理店
- 株式会社北國輸送センター
- 北國新聞販売株式会社
- 富山新聞販売株式会社
- 北國土地建物株式会社
- 株式会社ショセキ - 書籍印刷、日本経済新聞などの受託印刷
- 株式会社ネスク - インターネットプロバイダ
- 株式会社ケィ・シィ・エス - パーティー、イベント、会議などの企画・制作・運営など

### 友好法人
- 社会福祉法人希望が丘
- 学校法人金沢学院大学
  - 金沢学院大学
  - 金沢学院短期大学
  - 金沢学院大学附属高等学校
- 放送局
  - 株式会社テレビ金沢
  - 株式会社エフエム石川
- コミュニティFM局
  - 株式会社ラジオかなざわ
  - 株式会社ラジオななお
  - 株式会社ラジオこまつ
  - 株式会社ラジオたかおか
- ケーブルテレビ
  - 金沢ケーブル株式会社
  - 加賀ケーブル株式会社
- 北陸観光開発株式会社
- 株式会社金沢映像センター - 放送番組及びCMの企画・制作・販売、企業PR等の企画制作・販売、放送局への人材派遣業務。テレビ金沢と日テレグループ企画との共同出資。
- 株式会社双建
- 株式会社ツーテック - 情報通信設備の設計・施行・メンテナンス、電気設備の設計・施行・メンテナンス

### その他
- 一般財団法人富山新聞文化センター
- 片山津ゴルフ倶楽部 - 片山津ゴルフ場、山代山中ゴルフ場

## 過去の関連企業

### 関連法人
- 株式会社北國新聞事業社 - 人材派遣業務、旅行業務、保険業務
- 株式会社北國新聞販売センター
- 株式会社イー・システム - コンピュータソフトの開発販売など
- 白山ヘリポート株式会社 - ヘリコプター運行、管理業務
- 白馬グランドホテル

### 友好法人
- 白山レイクハイランド株式会社 - 白山瀬女高原スキー場の運営
- 株式会社北陸メディアセンター - TV番組・CM・記録ビデオ・デジタル映像などの制作、制作設備・機材レンタル
- NPO法人ジャパンテント・ネットワーク - 外国人留学生と石川県民との交流

## イベント・映画製作

### イベント
- JAPAN TENT
- 高等学校相撲金沢大会
- 北國大花火川北大会
- 金沢マラソン

### 映画製作
- パッテンライ!! 〜南の島の水ものがたり〜
- 能登の花ヨメ
- さくら、さくら 〜サムライ化学者・高峰譲吉の生涯〜
- 武士の家計簿
- 武士の献立
- リトル・マエストラ
- いのちの停車場
- レディ加賀（2024年2月公開）[43][44]

## 協力番組
いずれもテレビ金沢の番組。読売新聞とともに番組協力。
- テレビ金沢ニュースプラス1
- 2時間ワイドじゃんけんぽん
- びービーみつばち
- となりのテレ金ちゃん

## CM起用者
- 田中美里（2000年から起用[45]）[39]
- 戸丸彰子・平見夕紀（ともに元テレビ金沢アナウンサー） - 試し読みキャンペーン（2017年度）
- 浜辺美波 - 試し読みキャンペーン（2018年度 - ）[39]
  - 田中・浜辺は2023年放送の北國新聞のCMで共演している[46]。

## 放送施設
当新聞社本社屋上にはコミュニティ放送局であるラジオかなざわの送信所が置かれている。
| 放送局名       | コールサイン | 周波数   | 空中線電力 | ERP     | 放送対象地域       | 放送区域内世帯数 | 開局日       |
| ラジオかなざわ | JOZZ5AB-FM   | 78.0 MHz | 音声20W    | 音声42W | 金沢市及び周辺地域 | -                | 1996年4月1日 |